# Wilhelm Loewe

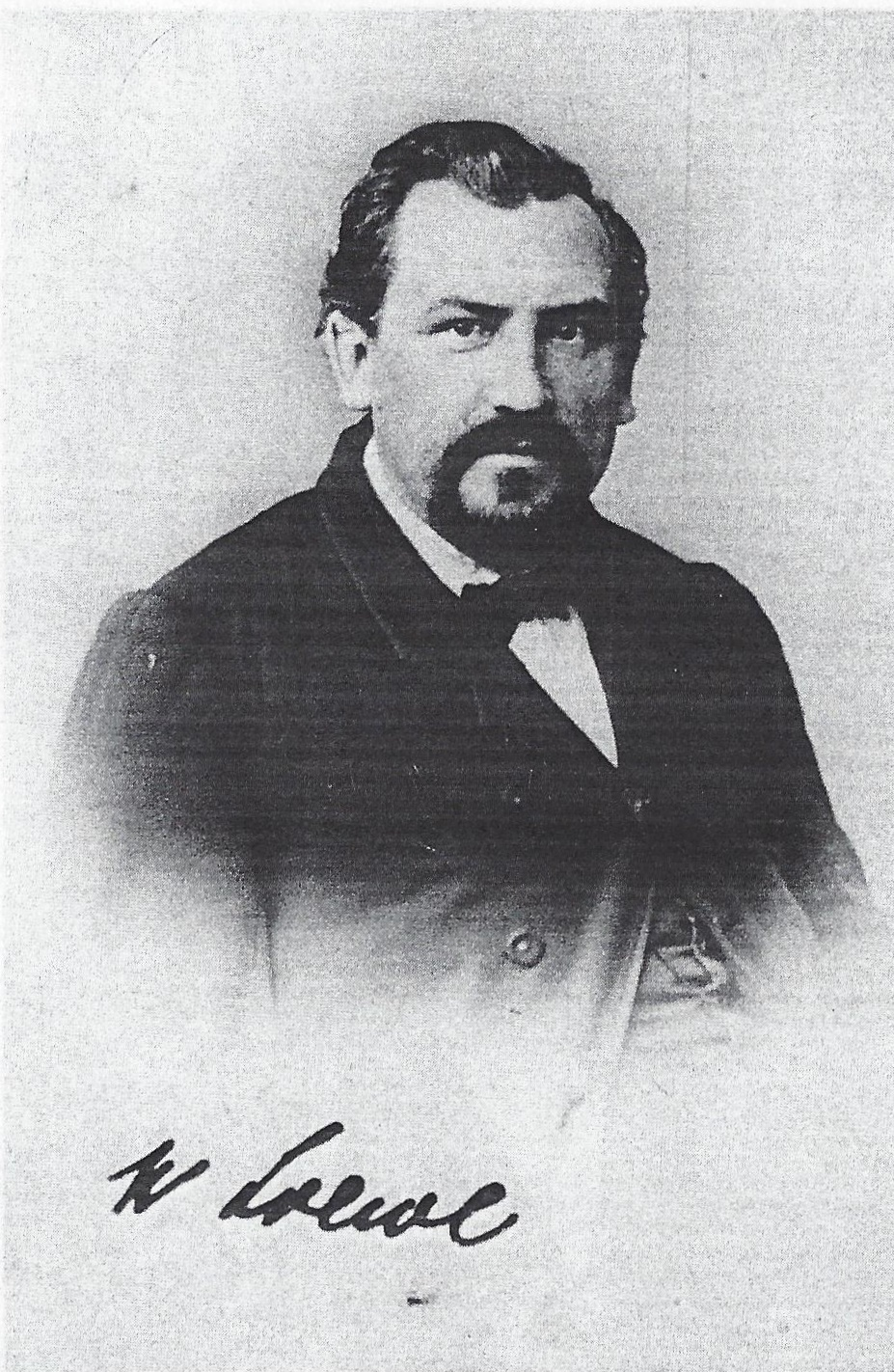
Wilhelm Loewe

Friedrich Wilhelm Loewe (genannt Loewe-Calbe; * 14. November 1814 in Olvenstedt bei Magdeburg; † 2. November 1886 in Meran, Südtirol) war ein deutscher Arzt und linksliberaler, später nationalliberaler Politiker. 1848 wurde Loewe Vizepräsident der Frankfurter Nationalversammlung und 1849 Parlamentspräsident des Rumpfparlaments. Von 1863 bis 1886 war er Abgeordneter im Preußischen Landtag und von 1867 bis 1881 Mitglied des Reichstages für die Deutsche Fortschrittspartei.

## Leben

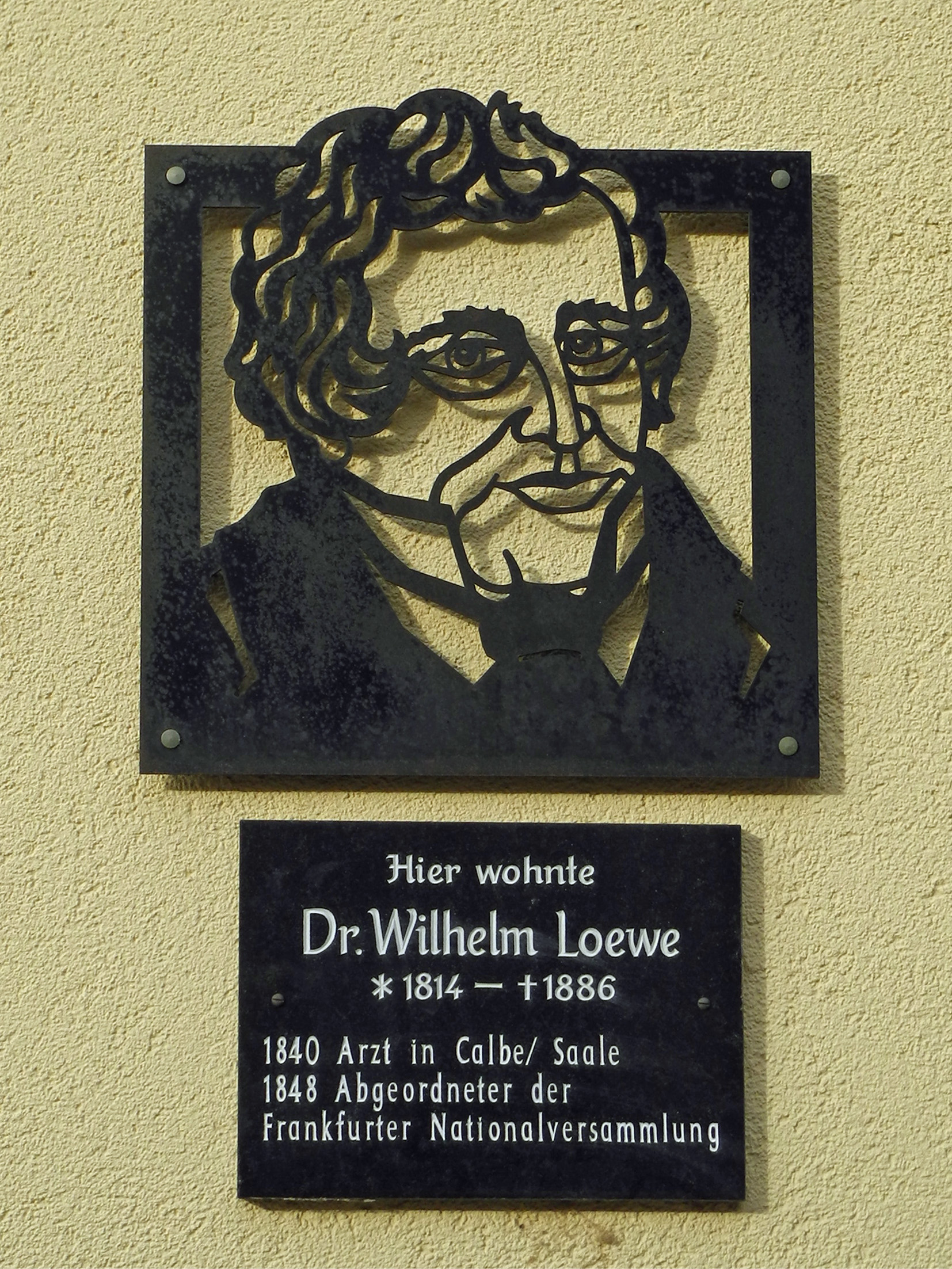
Gedenktafel am Haus in Calbe (Saale), wo Wilhelm Loewe von 1840 bis 1848 wohnte und praktizierte

Wilhelm Loewe wurde als Sohn eines evangelischen Küsters und Kantors in Olvenstedt (heute ein Stadtteil von Magdeburg) geboren und besuchte das Magdeburger Domgymnasium. Nach einer Ausbildung an der Medizinisch-chirurgischen Lehranstalt in Magdeburg war er ab 1834 als staatlich geprüfter Wundarzt zugelassen und diente drei Jahre als Kompanie-Chirurg in Minden. Anschließend studierte er an der Universität Halle Medizin, promovierte dort und ließ sich ab 1840 in Calbe (Saale) als praktischer Arzt nieder. Er bemühte sich um eine Verbesserung der gesundheitlichen und sozialen Verhältnisse in der Stadt. Schon im Vormärz zählte Loewe in der „Demokratenstadt“ Calbe zu den Freisinnigen, engagierte sich in verschiedenen Vereinen liberaler und demokratischer Ausrichtung, leitete Bürger- und Volksversammlungen.
Bei Ausbruch der Märzrevolution wurde Loewe am 17. März 1848 Kommandeur der Kommunalgarde. Am 10. Mai 1848 wurde er als Abgeordneter des Wahlkreises Calbe und Jerichow I in das erste gesamtdeutsche Parlament, die Frankfurter Nationalversammlung, delegiert. Dort gehörte er zunächst der linken Fraktion Deutscher Hof, dann deren gemäßigter Abspaltung Nürnberger Hof an. Loewe gehörte zu den 33 Abgeordneten die am 3. April 1849 Friedrich Wilhelm IV. die Kaiserkrone anboten, die dieser aber ablehnte. Nach dem Vormarsch der fürstlichen Reaktion kehrten die meisten Abgeordneten im Mai 1849 auf Befehl ihrer Regierungen in ihre Heimat zurück. Nur die 114 Demokraten und Linksliberalen blieben als so genanntes Rumpfparlament zurück, welches nach Stuttgart zog und am 6. Juni 1849 Wilhelm Loewe zum Parlamentspräsidenten wählte. Die württembergische Regierung löste das Rumpfparlament am 18. Juni 1849 gewaltsam auf.
Nach der Niederlage der Revolution wurde Loewe angeklagt und – nach Freisprüchen in den Vorinstanzen – vom Preußischen Obertribunal wegen „Umsturz des Deutschen Bundes“ zu lebenslanger Haft verurteilt. Es gelang ihm aber die Flucht, zunächst in die Schweiz. Dort heiratete Loewe – nach der Trennung von seiner ersten Ehefrau – 1851 die aus Mecklenburg stammende Louise Trendelenburg, geborene Engell, Schwägerin Conrad von Rappards und Mitarbeiterin in dessen Mikroskopischem Institut. Nach seiner Ausweisung aus der Schweiz zog Loewe nach London, bevor er 1853 in die USA übersiedelte und dort acht Jahre in New York City als Arzt und Unternehmer tätig war. Auch in der Exilzeit engagierte sich Loewe politisch: in London im „Europäischen Demokratischen Zentralkomitee“ und in New York in der neugegründeten Republikanischen Partei. Zudem leitete er das New Yorker Komitee zur Feier von Friedrich Schillers 100. Geburtstag im Jahr 1859.
Als 1861 unter dem neuen preußischen König Wilhelm I. die Amnestie für politische Verurteilte in Kraft trat, kehrte Loewe nach Calbe zurück und wurde erneut politisch aktiv. Er gehörte zunächst der im selben Jahr gegründeten, liberalen und demokratischen Deutschen Fortschrittspartei an und wurde zum Vorsitzenden von deren Zentralwahlkomitee gewählt. 1863 wurde Loewe Abgeordneter des preußischen Abgeordnetenhauses, wo er den Wahlkreis Bochum–Dortmund vertrat. Im Parlament gebrauchte er einmal die Worte: „Es weht ein scharfer Wind an der preußischen Majorsecke“, die beinah sprichwörtlich geworden sind. Er meinte damit, dass die Stellen im preußischen Heer vom Major aufwärts ausschließlich von Adeligen besetzt würden. In der Auseinandersetzung um das Indemnitätsgesetz 1866 zwischen dem nationalliberalen und dem demokratischen Flügel innerhalb der Fortschrittspartei versuchte Loewe eine ausgleichende Regelung, konnte jedoch die Spaltung der Partei nicht verhindern.
Neben seiner politischen Tätigkeit war Loewe von 1867 bis 1881 auch Direktor der Union, AG für Bergbau, Eisen- und Stahl-Industrie (Dortmunder Union). Ab 1867 war er Mitglied des Reichstages des Norddeutschen Bundes bzw. ab 1871 des Deutschen Kaiserreichs für den Wahlkreis Bochum-Herne-Gelsenkirchen. In der Reichstagsdebatte zum Impfgesetz von 1874 befürwortete er die Einführung einer allgemeinen Impfpflicht gegen Pocken. Im selben Jahr schied er aus der Fortschrittspartei aus und bildete mit Louis Constanz Berger und einer Gruppe weiterer Abgeordneter die Gruppe Löwe–Berger, die sich zwischen Fortschrittlichen und Nationalliberalen positionierte und anders als die Fortschrittspartei für den siebenjährigen Militäretat (Septennat) stimmte.
Im Jahr 1875–76 amtierte Loewe als erster Vizepräsident des Preußischen Abgeordnetenhauses. Als Direktor der Dortmunder Union und Schwager von Louis Baare, dem Direktor des Bochumer Vereins, vertrat Loewe im Reichstag die Interessen des Vereins Deutscher Eisen- und Stahlindustrieller (VDEStI). Er befürwortete daher die Schutzzollpolitik der Regierung Bismarck. Nach seiner Wiederwahl 1878 war er fraktionslos. 1881 trat er für die Nationalliberale Partei an, die bei dieser Wahl jedoch starke Verluste verzeichnete, sodass auch Loewe aus dem Reichstag ausschied. Er gehörte jedoch weiterhin als Vertreter des Wahlkreises Bochum dem Preußischen Abgeordnetenhaus an. Erst 1884 zog er sich aufgrund schwerer Erkrankung aus der aktiven Politik zurück.

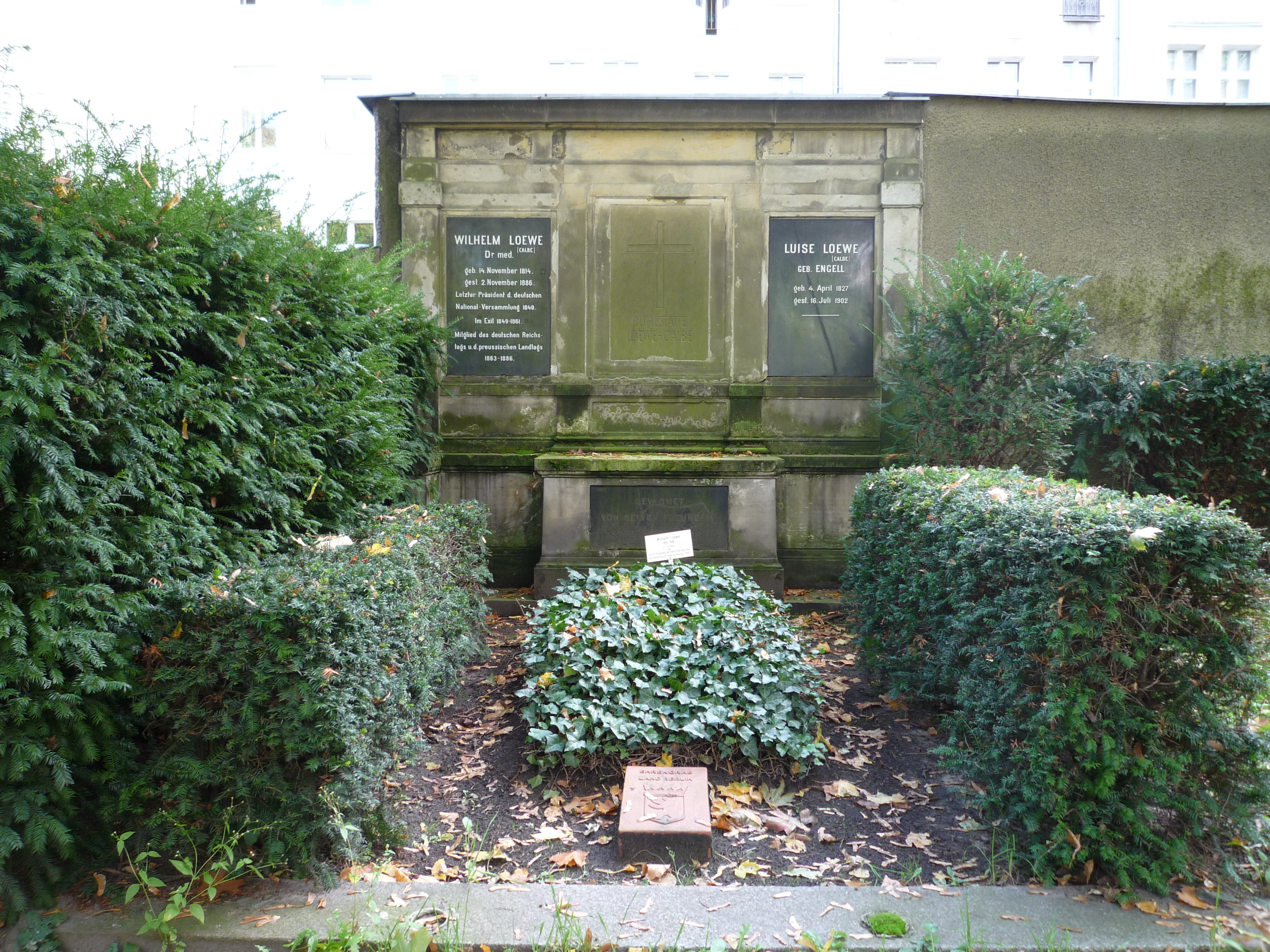
Grabstätte von Wilhelm und Luise Loewe auf dem Alten St.-Matthäus-Kirchhof in Berlin-Schöneberg

Wilhelm Loewe starb im November 1886 während eines Kuraufenthaltes in Südtirol im Alter von knapp 72 Jahren und wurde auf dem Matthäus-Kirchhof in Schöneberg bei Berlin beigesetzt. In dem Erbbegräbnis fand später auch seine Gattin Luise geb. Engell (1827–1902) ihre letzte Ruhestätte. Das von Heinrich Klutmann erbaute, dreiachsige Wandgrab aus Sandstein ist erhalten, aber stark verwittert. Eine Widmungstafel „von seinen Freunden“ am mittleren Sockel legt die Vermutung nahe, dass selbige das Grabmal finanziert haben. Das Grab ist seit 1952 als Berliner Ehrengrab gewidmet.
Loewe wurde 1849 in seiner Wirkungsstadt Calbe als revolutionärer Demokrat gewürdigt und ihm zu Ehren die „Querstraße“, die damals wichtigste Geschäftsstraße Calbes, in der er auch als Arzt praktiziert hatte, nach ihm umbenannt. Die Stadt verleiht auch eine Ehrenmedaille mit seinem Namen.